# 학매정
학매정(鶴梅亭)은 경상북도 고령군 쌍림면에 있는, 1928년에 학곡(鶴谷) 최원(崔源)과 매헌(梅軒) 최여설(崔汝契) 부자를 추모하기 위해 건립한 양천 최씨의 재사이다. 2019년 10월 7일 고령군의 향토문화유산 제11호로 지정되었다.

## 지정 사유
학매정은 1928년에 학곡(鶴谷) 최원(崔源)과 매헌(梅軒) 최여설(崔汝契) 부자를 추모하기 위해 건립한 양천 최씨의 재사이다. 다듬은 화강석 초석을 사용하여 격을 높이고 원기둥과 사각기둥 구분하여 사용하는 등 공을 들여 건축된 건물이다. 가구 구조는 5량가로 대량과 포대공 형식으로 결구된 종대공이 특히 눈에 띤다. 맨 좌측 칸에 온돌방을 뒤로 물리고 그 앞 큰 마루공간을 두고, 2칸 대청 뒤쪽에 쪽마루 안쪽으로 툇마루를 배설한 공간 구성이 주목된다. 출입문인 추모문의 누마루 형식도 이채롭고, 사당을 별도의 공간을 이루며 배치한 것도 주목된다. 건립 당시의 상량문(戊辰년, 1928)과 중수기(庚午年, 1930)가 있으며, 원형이 유지되고 보존상태가 양호하여 향토문화유산으로 지정한다.